# شیمویاما، آیچی
شیمویاما، آیچی (به لاتین: Shimoyama) یک منطقهٔ مسکونی در ژاپن است که در ناحیه چوبو واقع شده‌است. شیمویاما ۵٬۵۹۳ نفر جمعیت دارد.